# Ільяшев Римбек Ільяшевич
Римбек Ільяшевич Ільяшев (1 травня 1910, аул № 3 Семипалатинської області, тепер Абайської області, Казахстан — 9 грудня 1993, Казахстан) — радянський державний діяч, міністр торгівлі Казахської РСР, 1-й секретар Актюбинського та Алма-Атинського обласних комітетів КП Казахстану. Депутат Верховної ради Казахської РСР 2—7-го скликань.

## Біографія
Народився в бідній селянській родині. Закінчив Семипалатинський автодорожній технікум.
У 1925—1938 роках — секретар комітету ВЛКСМ Семипалатинського м'ясокомбінату; заступник секретаря Семипалатинського міського комітету ВЛКСМ; секретар Урлютюбинського районного комітету ЛКСМ Казахстану Східно-Казахстанської області.
Член ВКП(б) з 1937 року.
У 1938—1940 роках — заступник голови виконавчого комітету Семипалатинської міської ради депутатів трудящих.
У 1940—1941 роках — 1-й секретар Аягузького районного комітету КП(б) Казахстану Семипалатинської області.
У 1941—1946 роках — 2-й секретар Семипалатинського обласного комітету КП(б) Казахстану.
У 1946—1948 роках — заступник секретаря ЦК КП(б) Казахстану з торгівлі та завідувач відділу торгівлі та громадського харчування ЦК КП(б) Казахстану. У 1948 році — завідувач планово-фінансово-торгового відділу ЦК КП(б) Казахстану.
У 1948—1950 роках — 1-й секретар Актюбинського обласного комітету КП(б) Казахстану.
У 1950—1952 роках — голова виконавчого комітету Алма-Атинської міської ради депутатів трудящих.
У 1952 — січні 1956 року — голова виконавчого комітету Алма-Атинської обласної ради депутатів трудящих.
У 1954 році закінчив заочно Вищу партійну школу при ЦК КПРС.
У грудні 1955 — травні 1957 року — 1-й секретар Алма-Атинського обласного комітету КП Казахстану.
У 1957—1962 роках — міністр торгівлі Казахської РСР.
У 1962—1971 роках — голова правління Казахської республіканської Спілки споживчих товариств.
У 1971—1985 роках — заступник із кадрів керуючого республіканського тресту «Казкоопбудмонтаж» у місті Алма-Ата.
З 1985 року — персональний пенсіонер, очолював раду ветеранів міста Алма-Ати.
Помер 9 грудня 1993 року.

## Нагороди
- два ордени Леніна
- три ордени Трудового Червоного Прапора
- медалі